# Army Tankard
Het Nationaal Foursome Kampioenschap, officieel de Army Tankard, is een jaarlijks terugkerend Nederlands golfkampioenschap. Het toernooi bestond vroeger uit 18 holes en werd gespeeld in foursome-formule. Het toernooi wordt nu gespeeld in eerst 18 holes stableford en daarna door de beste 8 koppels in matchplay. Het toernooi duurt in totaal twee dagen en staat onder auspiciën van de Koninklijke Nederlandse Golf Federatie.

## Geschiedenis
De wedstrijd werd voor het eerst in 1931 gespeeld. Uit "Golf", het officieel orgaan van het Nederlandsch Golfcomité (de voorloper van de Nederlandse Golf Federatie), jaargang 2 nummer 9 (april 1938-maart 1939) staat geschreven " Voor den eersten maal sedert 1931, het jaar waarin de Army Tankard door de Army Golfing Society ter herinnering aan wijlen Jhr. Mr. N.J.C. Snouck Hurgronje werd geschonken, is deze zilveren trofee - een mooie copy van een zilveren schenkkan uit de periode "William and Mary" (1691) - gewonnen door een koppel niet-Haagsche spelers, te weten Jhr mr A. Calkoen van Limmen en Jhr mr W.F. Roëll. Het volgend jaar zullen deze interessante 18-holes heren-scratch-foursomes dus op De Pan worden gespeeld, want één der voorwaarden van den wedstrijd is, dat de prijs verspeeld wordt op de baan van de winnaars." Aan die voorwaarde wordt niet meer voldaan. Dit Nederlands Kampioenschap wordt altijd aan het einde van de zomer gespeeld.
Een ingezonden brief van Jhr W.H. den Beer Portugael in jaargang 21 nummer 10 (15 oktober 1957) van "Golf" preciseert het bovenstaande als volgt : " Na de Eerste Wereldoorlog, omstreeks het jaar 1923, kwam in Nederland geregeld een team van de Britse Navy and Army Golfing Society spelen, bestaande uit officieren, die in de Eerste Wereldoorlog hadden gediend in Den Haag en ingekwartierd waren geweest in barakken in het Haagse Westbroekpark. In die jaren was een opkomende golfspeler Jhr. Mr. N.J.C. Snouck Hurgronje, die weldra deel uitmaakte van het Nederlandse golfteam, dat ook geregeld tegen genoemde officieren speelde. Hij was in die jaren, steeds rijdend op zijn Harley-Davidson motorrijwiel, een van de geregelde spelers van de Haagsche Golf Club. Toen zij moesten vernemen hoe hem met genoemd motorrijwiel in 1930 een dodelijk ongeval was overkomen, hebben de Britse officieren ter nagedachtenis aan de nog jonge Kees Snouck, die door de Engelsen "Snoucklet" genoemd werd, ter onderscheiding van zijn oudere neef, de welbekende voorzitter van het Nederlands Golf Comité, in 1931 uitgeloofd de Army Tankard Cup.
Vermeldenswaard is, dat in jaargang 4 nummer 7 (september 1940) van "Golf" staat te lezen " Op de baan van Utrechtse Golfclub De Pan werden de Nationale Heeren-Foursomes om "den Snooklet Cup" gehouden. Ook in de volgende oorlogsjaren was deze nieuwe naam in gebruik. De oorspronkelijke naam Army Tankard kon in deze periode natuurlijk niet worden volgehouden.
Ten slotte een laatste citaat uit "Golf", 22ste jaargang nummer 9 (15 september 1958)": "Het bestuur van de Haagsche Golf & Country Club heeft de gelegenheid aangegrepen toen verleden jaar Deen & Eschauzier in Eindhoven de beker na lange jaren eindelijk weer eens voor Den Haag hadden veroverd, om het wedstrijdreglement in dier voege te veranderen, dat de wedstrijd voortaan steeds in Den Haag zal worden gespeeld. Dit heeft volgens Jhr. H.A. van Karnebeek, voorzitter van de Haagsche Golf Club, na afloop van de wedstrijd bij de prijsuitreiking "het voordeel, dat wij hier in Den Haag ten minste ieder jaar één keer de sterkste Nederlandse amateurs kunnen zien spelen."

## Winnaars
| Jaar | Baan                                     | Herenpaar                                                   | Damespaar                                             |
| ---- | ---------------------------------------- | ----------------------------------------------------------- | ----------------------------------------------------- |
| 1931 | Haagsche Golf Club                       | Gerry del Court van Krimpen / Jhr mr Michiels van Verduyn   | n.v.t.                                                |
| 1932 | Haagsche Golf Club                       | Gerry del Court van Krimpen / Jhr mr Michiels van Verduyn   | n.v.t.                                                |
| 1933 | Haagsche Golf Club                       | Ir T.F. Hubrecht / K.G. van Leyden                          | n.v.t.                                                |
| 1934 | Haagsche Golf Club                       | Ir. T.F. Hubrecht / K.G. van Leyden                         | n.v.t.                                                |
| 1935 | Haagsche Golf Club                       | Jhr mr A.M. Snouck Hurgronje / R.F. Schill                  | n.v.t.                                                |
| 1936 | Haagsche Golf Club                       | Gerry del Court van Krimpen / Jhr M.E. Michiels van Verduyn | n.v.t.                                                |
| 1937 | Haagsche Golf Club                       | Jhr H. Trip / W. Hamm                                       | n.v.t.                                                |
| 1938 | Haagsche Golf Club                       | Jhr mr A. Calkoen van Limmen / Jhr mr W.F. Roëll            | n.v.t..                                               |
| 1939 | UGC De Pan                               | Jhr mr A. Calkoen van Limmen / J. Ruys                      | n.v.t.                                                |
| 1940 | UGC De Pan                               | R.F. Schill / A.M. Groskamp                                 | n.v.t.                                                |
| 1941 | UGC De Pan                               | Bib van Lanschot / Olivier van Zinnicq Bergmann             | n.v.t.                                                |
| 1942 | De Dommelsche                            | J.M.C. van Lanschot / Olivier van Zinnicq Bergmann          | n.v.t.                                                |
| 1943 | De Dommelsche                            | Jhr mr A. Calkoen van Limmen / Jhr mr W.F. Roëll            | n.v.t.                                                |
| 1944 | UGC De Pan                               | Olivier van Zinnicq Bergmann / R. Schuil                    | n.v.t.                                                |
| 1945 | UGC De Pan                               | Willem Verloop / W.P. Peletier                              | n.v.t.                                                |
| 1946 | UGC De Pan                               | G. van Reede / J.W. Cramerus                                | n.v.t.                                                |
| 1947 | Hilversumsche Golf Club                  | G. van Reede / J.W. Cramerus                                | n.v.t.                                                |
| 1948 | Hilversumsche Golf Club                  | G. van Reede / J.W. Cramerus                                | n.v.t.                                                |
| 1949 | Hilversumsche Golf Club                  | Bib van Lanschot / Mr H.J.W. Swane                          | n.v.t.                                                |
| 1950 | UGC De Pan                               | Willem Verloop / H. Timmer                                  | V.G.A. Laman Trip / J.S.Schiff                        |
| 1951 | Twentsche Golfclub                       | H.W. Jordaan / D.W. Jordaan                                 | E.D. Roelants / E.Mees                                |
| 1952 | De Dommelsche                            | Bib van Lanschot / Olivier van Zinnicq Bergmann             | A.Stahl-Wytema / T. Brouwer                           |
| 1953 | De Dommelsche                            | Bib van Lanschot / Olivier van Zinnicq Bergmann             | E.D. Roelants / E. Mees                               |
| 1954 | Hattemse Golf & Country Club             | Rolf H.B. Olland / W.F. Smit                                | E. Mees / K. Tiedemann-Bouwman                        |
| 1955 | Hattemse Golf & Country Club             | Rolf H.B. Olland / W.F. Smit                                | M. Henderson von Freyburg / L. Bouman                 |
| 1956 | Hattemse Golf & Country Club             | Ajef Knappert / G. Emsens                                   | E. Mees / A.E. Schiff                                 |
| 1957 | Eindhovensche Golf & Country Club        | E.J. Deen / J.P. Eschauzier                                 | Jkvr. H. van Riemsdijk / Jkvr. A. van Riemsdijk       |
| 1958 | Haagsche Golf & Country Club             | Ajef Knappert / G. Emsens                                   | M. Henderson von Freyburg / L. Neyenbandring- de Boer |
| 1959 | Haagsche Golf & Country Club             | E.J. Deen / J.P. Eschauzier                                 | M. Henderson von Freyburg / L. Neyenbandring- de Boer |
| 1960 | Haagsche Golf & Country Club             | A.A.R. Roland Holst / Robbie van Erven Dorens               | M. Henderson von Freyburg / L. Neyenbandring- de Boer |
| 1961 | Haagsche Golf & Country Club             | A.A.R. Roland Holst / Robbie van Erven Dorens               | niet gespeeld                                         |
| 1962 | Haagsche Golf & Country Club             | J.F. Gregory / A.G. Henderson                               | Jkvr. A. van Riemsdijk / A.F. Eschauzier              |
| 1963 | Haagsche Golf & Country Club             | A.A.R. Roland Holst / Robbie van Erven Dorens               | H. Barones van Heeckeren-Gevers / Annie van Lanschot  |
| 1964 | Haagsche Golf & Country Club             | J.H.C. Salberg / A.C.D. Brand                               | A. Meertens / B.J. Verspyck                           |
| 1965 | Haagsche Golf & Country Club             | M. Meeùs / P.M. van Spaendonck                              | J.H.C. Salberg / A.C.D. Brand                         |
| 1966 | Haagsche Golf & Country Club             | Geert Rahusen / E. Persenaire                               | J.H.C. Salberg / A.C.D. Brand                         |
| 1967 | Haagsche Golf & Country Club             | F. Wiegers / D. van Kallen                                  | R. Sauter-Kamstra / P. Sauter                         |
| 1968 | Haagsche Golf & Country Club             | Lout Mangelaar Meertens / Robbie van Erven Dorens           | R. Sauter-Kamstra / P. Sauter                         |
| 1969 | Haagsche Golf & Country Club             | Lout Mangelaar Meertens / Robbie van Erven Dorens           | Joyce Heyster- de Witt Puyt / M. de Witt Puyt         |
| 1970 | Haagsche Golf & Country Club             | Th. van Dijk / Jaap van Neck                                | M. Henderson von Freyburg / L. Neyenbandring- de Boer |
| 1971 | Haagsche Golf & Country Club             | Piet Hein Streutgers / A.G. Henderson                       | H. Boreel / A.E. Eschauzier                           |
| 1972 | Haagsche Golf & Country Club             | D.A.O. Davies / Michiel Eykman                              | Joyce Heyster- de Witt Puyt / M. de Witt Puyt         |
| 1973 | Haagsche Golf & Country Club             | T. Wernink / Victor Swane                                   | Joyce Heyster- de Witt Puyt / M. de Witt Puyt         |
| 1974 | Haagsche Golf & Country Club             | H. Boreel / Geert Rahusen ??                                | D.A.O. Davies / Michiel Eykman ??                     |
| 1975 | Haagsche Golf & Country Club             | Lout Mangelaar Meertens / Robbie van Erven Dorens           | Marie Lou Boreel / C.D.M. Keunen                      |
| 1976 | Haagsche Golf & Country Club             | Bart Nolte / Barend van Dam                                 | M. Henderson von Freyburg / J. Boomstra               |
| 1977 | Haagsche Golf & Country Club             | Th.W. Wernink / Michiel Eykman                              | Joyce Heyster- de Witt Puyt / J.E.E. Vest             |
| 1978 | Haagsche Golf & Country Club             | Allard Roland Holst / Victor de Ridder                      | Marie Lou Boreel / C.D.M. Keunen                      |
| 1979 | Haagsche Golf & Country Club             | Lout Mangelaar Meertens / Michiel Eykman                    | H. Nolte / A. Tuyt                                    |
| 1980 | Haagsche Golf & Country Club             | Piet Hein Streutgers / M. Floris                            | Marie Lou Boreel / C.D.M. Keunen                      |
| 1981 | Haagsche Golf & Country Club             | A.G. Henderson / Jaap van Neck                              | M. Henderson von Freyburg / L. Neyenbandring- de Boer |
| 1982 | Haagsche Golf & Country Club             | Frans de Haan / R.J.J. Tans                                 | Joyce Heyster- de Witt Puyt / Marijke Kerdel          |
| 1983 | Haagsche Golf & Country Club             | Carel Braun / S. van Vliet                                  | Joyce Heyster- de Witt Puyt / Marijke Kerdel          |
| 1984 | Haagsche Golf & Country Club             | H.T. Herrema / O. Meijer                                    | M. Henderson von Freyburg / M. Muntz                  |
| 1985 | Haagsche Golf & Country Club             | Toby Rijks / J. Heinen                                      | K.Wachters / M. de Boer                               |
| 1986 | Haagsche Golf & Country Club             | Eelco Bouma / Yme Bouma                                     | A.E. vd Ploeg / A.E. Eschauzier - Schiff              |
| 1987 | Haagsche Golf & Country Club             | Ron Popma / J. Varma                                        | A.E. vd Ploeg / A.E. Eschauzier - Schiff              |
| 1988 | Haagsche Golf & Country Club             | Eelco Bouma / Yme Bouma                                     | niet gespeeld                                         |
| 1989 | Haagsche Golf & Country Club             | Bart Nolte / P.M. Nolte                                     | M. Tans-Idenburg / Katja Braun-Peterse                |
| 1990 | Haagsche Golf & Country Club             | P. Romme / M. van der Lande                                 | E. Tetenburg / C. Vidor                               |
| 1991 | Haagsche Golf & Country Club             | Bart Nolte / Jan Willem de Korver                           | Suzan Huijgen / Annick Schreuder                      |
| 1992 | Haagsche Golf & Country Club             | Jan Willem de Korver / W.R. Goslings                        | Susan Huijgen / Annick Schreuder                      |
| 1993 | Koninklijke Haagsche Golf & Country Club | Robert-Jan Derksen / Jan Teekens                            | J. Bleekemolen / Marieke Zelsmann                     |
| 1994 | Koninklijke Haagsche Golf & Country Club | Alain Ruiz Fonhof / Niels vd Graaff                         | Y. Adriaansens / Sandra van Rinkhuyzen                |
| 1995 | Koninklijke Haagsche Golf & Country Club | Daan Slooter / Thomas van Zijl                              | Frederike Lempers / M. Aghina                         |
| 1996 | Koninklijke Haagsche Golf & Country Club | Vincent Hubert / Folkert Haak                               | Frederike Lempers / M. Aghina                         |
| 1997 | Koninklijke Haagsche Golf & Country Club | Quinten Rutgers / Gordon Machielsen                         | Frederike Lempers / M. Aghina                         |
| 1998 | Koninklijke Haagsche Golf & Country Club | Maarten Slootmaekers / Xavier Ruiz Fonhof                   | Joyce Heyster- de Witt Puyt / J.E.E. van Sas          |
| 1999 | Koninklijke Haagsche Golf & Country Club | Bart Nolte / Alain Ruiz Fonhof                              | Eline Zoethout / D. Kuperus                           |
| 2000 | Koninklijke Haagsche Golf & Country Club | Bart Nolte / Pieter van Steenbergen                         | Barbara de Vet / J. Brasem-Lagaaij                    |
| 2001 | Koninklijke Haagsche Golf & Country Club | Rick Huiskamp / Alister Munro                               | Annick Schreuder / Nan Crockewit                      |
| 2002 | Koninklijke Haagsche Golf & Country Club | Bart Nolte / Gordon Machielsen                              | Annick Schreuder / Nan Crockewit                      |
| 2003 | Koninklijke Haagsche Golf & Country Club | Boudewijn Hubert / Harmen Hubert                            | Suzan Huijgen / DorineHuijgen                         |
| 2004 | Koninklijke Haagsche Golf & Country Club | Vincent Hubert / Folkert Haak                               | C. Driessen / S.Drenkelford                           |
| 2005 | Koninklijke Haagsche Golf & Country Club | Bart Nolte / Nick Nolte                                     | Desiré Blaauw / Maaike Naafs                          |
| 2006 | Golfclub Princenbosch                    | Boudewijn Hubert / Hubert Verwoolde                         | Marjet van der Graaff / Varin Schilperoord            |
| 2007 | Golfclub Princenbosch                    | Joes van Uden / Mikel Vos                                   | Vicky Traut / Imgrid Faber                            |
| 2008 | Golfclub Princenbosch                    | Vincent Hubert / Boudewijn Hubert                           | Desiré Blaauw / Chrisje de Vries                      |
| 2009 | Koninklijke Haagsche Golf & Country Club | Vincent Hubert / Boudewijn Hubert                           | Rowan Wijnacker / Joyce Chong                         |
| 2010 | Koninklijke Haagsche Golf & Country Club | B.M. Rutten / K.C. Rutten                                   | Guilia vd Berg / Anne van Dam                         |
| 2011 | Koninklijke Haagsche Golf & Country Club | Maarten Slootmaekers / Nick Nolte                           | Myrte Eikenaar / Bianca Dekker                        |
| 2012 | Koninklijke Haagsche Golf & Country Club | Daan Jenken / Jan Ottink                                    | Lois Schoof / Karlijn Zaanen                          |
| 2013 | Koninklijke Haagsche Golf & Country Club | Bernard Geelkerken / Darius van Driel                       | Myrte Eikenaar / Bianca Dekker                        |
| 2014 | Koninklijke Haagsche Golf & Country Club | Dylan Boshart / Axel Geers                                  | Michelle Naafs / Suzanne van Daal                     |
| 2015 | Koninklijke Haagsche Golf & Country Club | Robin van Deutekom / Richard Bradley                        | Cornelie van Zuuren / Anemiek Dompeling               |
| 2016 | Koninklijke Haagsche Golf & Country Club | Frits Porck / Jurre Schieving                               | Anouk Sohier / Romy Meekers                           |
| 2017 | Koninklijke Haagsche Golf & Country Club | Tim van der Steen / Benjamin Reuter                         | Elise Boehmer / Giulia van den Berg                   |
| 2018 | Koninklijke Haagsche Golf & Country Club | Tim van der Steen / Benjamin Reuter                         | Myrte Eikenaar / Carlijn de Graaf                     |
| 2019 | Koninklijke Haagsche Golf & Country Club | Julien Mager / Kevin Echteld                                | Caroline Karsten / Noa van Beek                       |

## Trivia
- De dames speelden in 1950 voor het eerst hun Nationaal Foursome Kampioenschap.
- In 1993 kreeg De Haagsche Golf het predicaat "Koninklijke".
- Van 2006 tot en met 2008 werden de greens op de Haagsche gerenoveerd, waardoor het toernooi uitweek naar Golfclub Princenbosch in Molenschot.
- Topscorer bij de heren is Bart Nolte die de Army Tankard 7x heeft gewonnen. Ook Joyce Heyster-de Witt Puyt won het toernooi bij de dames 7x.